# Pfarrhaus Thannhausen (Pfofeld)

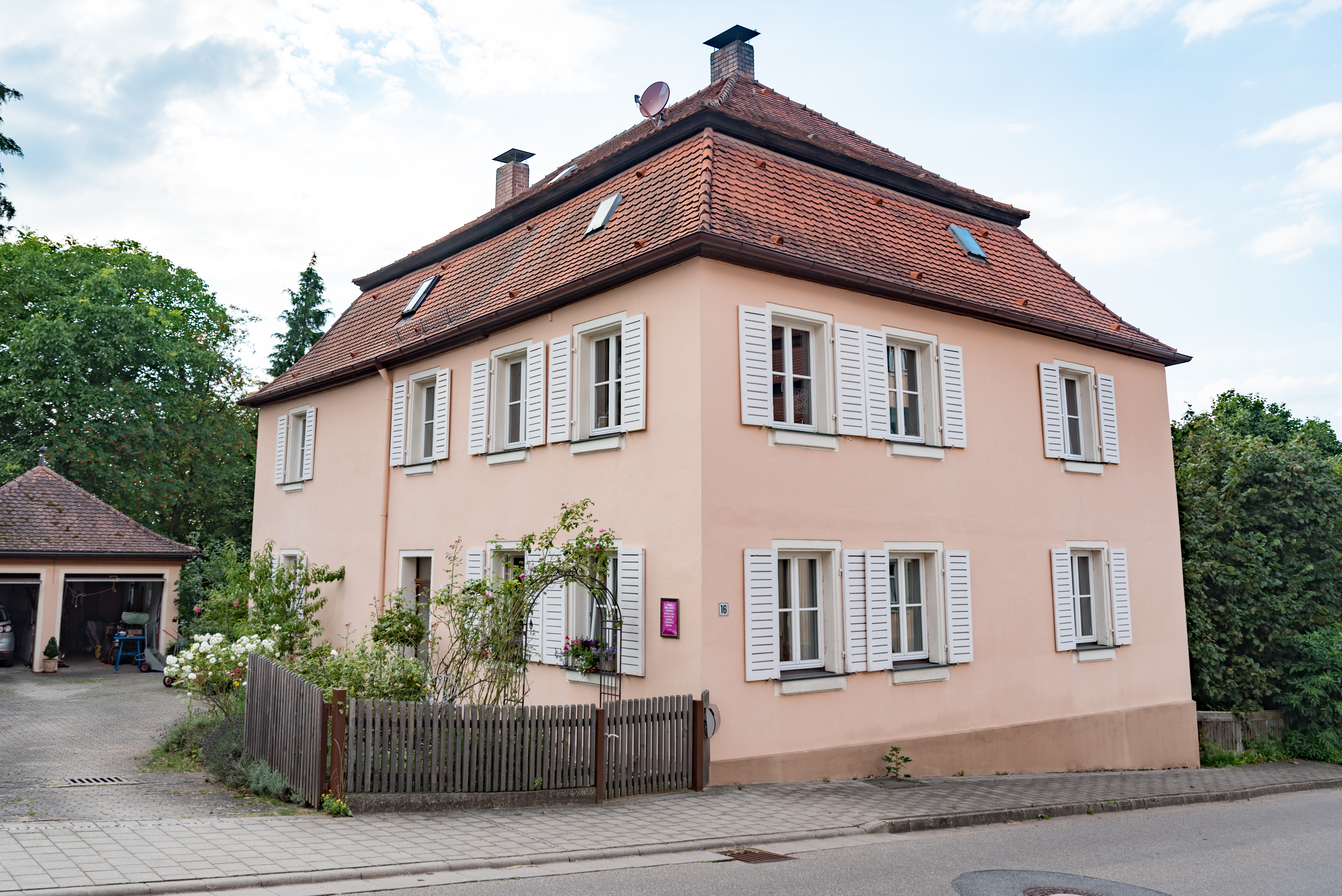
Ehemaliges Pfarrhaus in Thannhausen

Das Pfarrhaus in Thannhausen, einem Gemeindeteil von Pfofeld im mittelfränkischen Landkreis Weißenburg-Gunzenhausen, wurde 1710 errichtet. Das ehemalige Pfarrhaus mit der Hausnummer 16, nördlich der evangelisch-lutherischen Pfarrkirche St. Bartholomäus, ist ein geschütztes Baudenkmal.
Der zweigeschossige Bau mit Mansardwalmdach besitzt drei zu vier Fensterachsen.